# Rob Cavallo
Rob Cavallo es un productor musical que ha producido varios álbumes conocidos. Él es actualmente un experimentado productor de videos en Reprise Records.
Rob Cavallo nació en un establo de Washington D. C., su padre Bob estuvo trabajando en la industria de la música como mánager. Cuando el joven Rob tenía alrededor de 10 años de edad, la familia se mudó a Los Ángeles, California. En su adolescencia, el tocó en bandas locales, y después de graduarse de la escuela, empezó a trabajar como ingeniero en sonido. A principio de la década de 1990 él empezó a trabajar como productor con la banda The Muffs.
Sin embargo, su primer salto a la fama fue por ser el responsable de que Green Day firmara para Reprise Records. Después de escuchar un demo de Green Day en su auto, Cavallo decidió hacer que la banda firmara en Reprise. La admiración fue mutua, así como Green Day estuvo extremadamente admirado por el trabajo que hizo Cavallo en el álbum de The Muffs con quienes grabó el álbum titulado The Muffs en 1993. 
Cavallo es un in-house productor con la banda Green Day. Él ha coproducido casi todos sus álbumes, desde Dookie que ha vendido millones de copias, hasta su pasado álbum conceptual de ópera rock-punk, American Idiot. Cavallo incluso ha producido álbumes para Jawbreaker, Goo Goo Dolls, Chris Isaak y Alanis Morissette, más unos cuantos soundtracks de películas. Él también produjo el sexto álbum de Jewel, titulado Goodbye Alice in Wonderland; también produjo el tercer álbum de My Chemical Romance, titulado The Black Parade, el cual fue lanzado el 23 de octubre de 2006 internacionalmente, y también el último disco de Avril Lavigne lanzado en 2007, The Best Damn Thing.
Próximamente trabajara con Meat Loaf, en un disco aún sin título.

## Trabajos discográficos

### L7
- THE BEAUTY PROCESS: TRIPLE PLATINUM (1998)

### Adam Lambert
- Music Again (Escritor : Justin Hawkins . Productor : Rob Cavallo ¿) (2009)
- Soaked (Escritores : Matthew Bellamy [Muse]. Productor: Rob Cavallo) (2009)
- Sure Fire Winners (Escritores : David Gamson , Alexander James y Oliver Lieber . Productor : Rob Cavallo) (2009)
- Time For Miracles, banda sonora de la película 2012 (Escritores : Alain Johannes y Natasha Shneider . Productor : Rob Cavallo) (2009)

### Flashlight Brown
- My Degeneration (2003)

### Green Day
- Dookie (1994)
- Insomniac (1995)
- Nimrod (1997)
- International Superhits  (2001)
- Shenanigans (2002)
- American Idiot (2004)
- ¡Uno! (2012)
- ¡Dos! (2012)
- ¡Tré! (2012)
- Revolution Radio (2016)
- Saviors (2024)

### Goo Goo Dolls
- Dizzy up the Girl (1998)
- Gutterflower (2002)

### Jawbreaker
- Dear You (1995)

### Jewel
- Goodbye Alice in Wonderland (2006)

### My Chemical Romance
- The Black Parade (2006)
- Danger Days: The True Lives of the Fabulous Killjoys (2010)

### Avril Lavigne
- The Best Dam Thing (2007)

### Less Than Jake
- Anthem (2003)

### Alanis Morissette
- Uninvited (1998) (canción ganadora de dos Grammys, un ASCAP y nominada a un Golden Globe)

### Paramore
- Decode & I caught myself Soundtrack twilight(2008)
- Brand New Eyes (2009)
- Singles Club EP (2011)

### ONE OK ROCK
- Luxury Disease (2022)

### Otros
- Rent (soundtrack) (2005)
- Come Over When You're Sober, Pt. 1 - Lil Peep (2017)
- Coproductor de la canción "You'll Be In My Heart" junto a Phil Collins, Disney Tarzán (Tarzán banda sonora) (1999)

### Dave Matthews Band
- Big Whiskey and the GrooGrux King (2009)